# Modal split

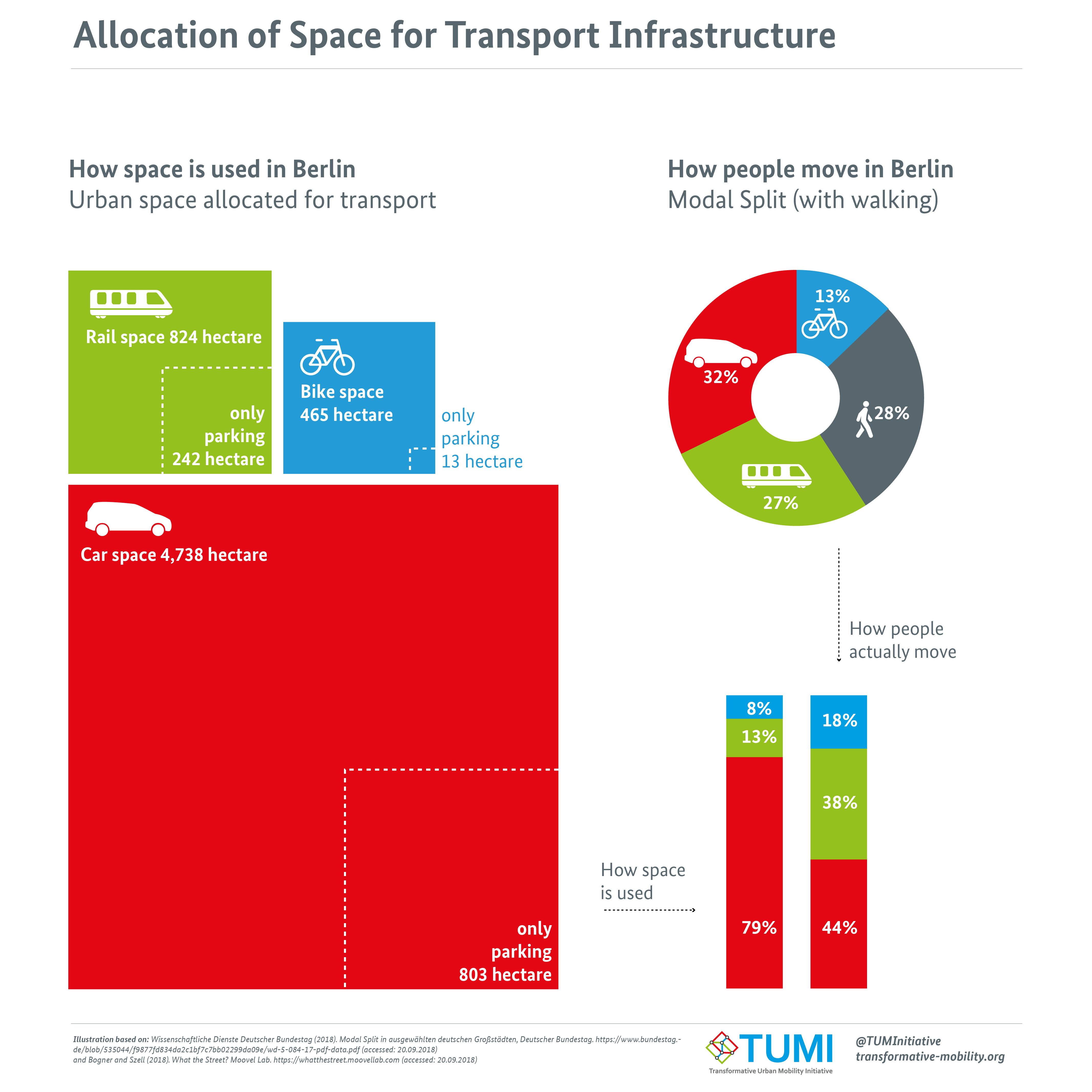
Transportmiddel die mensen gebruiken om zich verplaatsen in Berlijn versus hoe ruimte er wordt gebruikt (stedelijke ruimte toegewezen voor transport).

Modal split is jargon uit de transportwereld en is de verdeling van de (personen) verplaatsingen over de vervoerwijzen (modaliteiten). 
De modal split wordt in de meeste gevallen op twee verschillende manieren berekend: modal split naar voertuigkilometers en de modal split naar aantal verplaatsingen.

## Personenvervoer
Een voorbeeld in het personenvervoer: voor een bepaalde vervoersrelatie is de modal split 53% met de auto, 30% met de fiets en 17% met het openbaar vervoer. De modal split verschilt echter sterk per stad en regio. In ontwikkelingslanden verwacht de UNECE dat het aantal voertuigen wereldwijd tegen 2050 zal verdubbelen, van 1,2 miljard naar 2,5 miljard, waarbij het grootste deel van de toekomstige aankopen daar plaatsvindt. Sommige deskundigen voorspellen zelfs een verviervoudiging of vervijfvoudiging van het huidige aantal voertuigen, waarvan het merendeel tweedehands zal zijn.
Ook in ontwikkelde regio’s bestaan duidelijke verschillen. Een studie uit 2025 van Motointegrator naar 90 populaire Europese reisroutes liet zien dat voor afstanden korter dan 400 kilometer de auto vaak de goedkoopste optie is, terwijl langere afstanden een meer gevarieerde modal split kennen. Op 30% van de onderzochte routes was geen treinverbinding beschikbaar, wat de reismogelijkheden beperkte. Volgens het onderzoek zijn vooral de beschikbaarheid van infrastructuur en de kostenstructuur bepalend voor de modal split bij internationaal reizen.

## Goederenvervoer

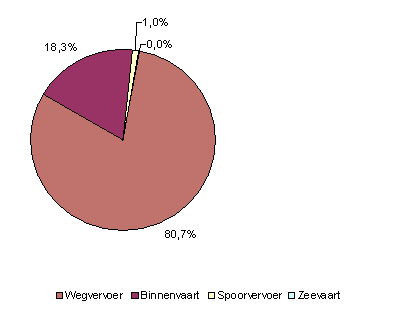
Modal split binnenlands goederenvervoer in 2002 (in % vervoerd gewicht) (bron:CBS/AVV)

Ook in het goederenvervoer wordt over modal split gesproken, bijvoorbeeld bij de modaliteitskeuze van de vervoerder. Zie de afbeelding hiernaast.
Een verandering in de modal split wordt modal shift genoemd. 